# John Carlsen
John Carlsen (nascido em 31 de dezembro de 1961) é um ex-ciclista dinamarquês. Defendeu as cores da Dinamarca nos Jogos Olímpicos de 1984, em Los Angeles.